# Samir Hasanow
Samir Nazimowycz Hasanow, ukr. Самір Назімович Гасанов, rus. Самир Назимович Гасанов, Samir Nazimowicz Gasanow (ur. 9 września 1967 w Kirowohradzie) – ukraiński piłkarz, grający na pozycji pomocnika, a wcześniej napastnika, trener oraz funkcjonariusz piłkarski.

## Kariera piłkarska

### Kariera klubowa
Wychowanek Szkoły Piłkarskiej w Kirowohrad. Pierwszy trener Wiktor Tretjakow. Na początku grał w drużynie rezerw Neftçi PFK i młodzieżowej reprezentacji Azerbejdżańskiej SRR. Jednak zawodową karierę piłkarską rozpoczął w 1989 w miejscowym klubie Zirka Kirowohrad. Latem 1994 został piłkarzem drugoligowego klubu Sirius Krzywy Róg. Potem występował w klubach Wodnyk Chersoń, Chimik Siewierodonieck, Zoria Ługańsk, Polihraftechnika Oleksandria, Werchowyna Użhorod i Metałurh Nikopol. Latem 2000 powrócił do Zirki Kirowohrad, w barwach której w 2003 zakończył karierę zawodową.

## Kariera trenerska
Po zakończeniu kariery zawodniczej od 2003 pomagał trenować Zirkę Kirowohrad. Latem 2004 został zaproszony do sztabu szkoleniowego Zorii Ługańsk. Od maja do czerwca 2007 pełnił obowiązki głównego trenera Nywy Tarnopol, a potem pomagał trenować klub. Od lata 2009 pracował w sztabie szkoleniowym klubów Polihraftechnika Oleksandria i Stal Dnieprodzierżyńsk. W 2011 wyjechał do Uzbekistanu, gdzie najpierw szkolił dzieci w Akademii Piłkarskiej Mashʼal Muborak, a wiosną 2012 pomagał trenowac Nasaf Karszy. W sierpniu 2012 powrócił do Zirki Kirowohrad, gdzie pomagał trenować pierwszy zespół. 4 czerwca 2013 objął stanowisko pełniącego obowiązki głównego trenera klubu, z którym pracował do 22 czerwca 2013. Od 20 października 2014 ponownie prowadził Zirkę Kirowohrad. 12 listopada 2014 podał się do dymisji. Potem pomagał trenować klub, a 27 grudnia 2014 zmienił stanowisko na dyrektora sportowego klubu, na którym pracował do 8 sierpnia 2016. 1 grudnia 2016 został dyrektorem sportowym klubu Nywa Tarnopol. Od 2 do 9 maja 2017 pełnił obowiązki głównego trenera Nywy.

## Sukcesy i odznaczenia

### Sukcesy klubowe
- mistrz Ukraińskiej Pierwszej Ligi: 2002/03
- brązowy medalista Ukraińskiej Drugiej Ligi: 1993/94
- mistrz Ukraińskiej Przejściowej Ligi: 1993/94